# I 7 Baháʼí
Con i 7 Baháʼí ci si riferisce ai sette fedeli Bahá'í (anche noti come yaran, "amici") arrestati nel 2008 dalle autorità iraniane e detenuti per 10 anni come prigionieri di coscienza.

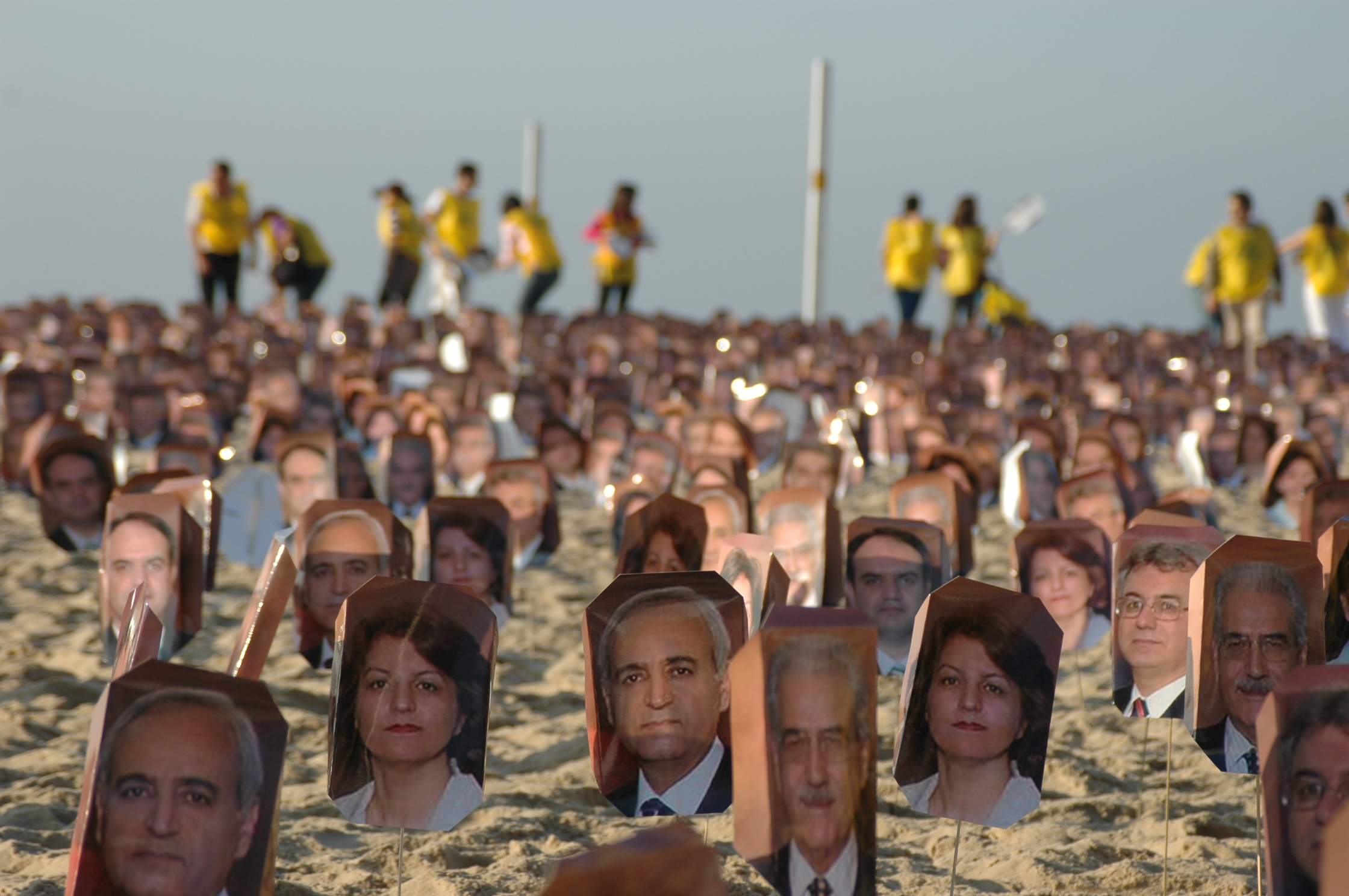
Le fotografie dei 7 a Rio de Janeiro, Brasile.

## I fatti
Il gruppo aveva come obiettivo la solidarietà e l'assistenza alla Comunità bahá'í nel Paese, non molto tollerati dalle autorità iraniane. 
Sei di loro (Fariba Kamalabadi, Jamaloddin Khanjani, Afif Naeimi, Saeid Rezaie, Behrouz Tavakkoli, and Vahid Tizfahm) vennero arrestati il 14 maggio 2008 nelle loro case di Teheran. Il settimo, Mahvash Sabet, era già incarcerata dal 5 marzo precedente a Mashhad. Tenuti in isolamento per settimane, non venne consentito loro l'accesso al consulente legale per più di un anno.
Le accuse contro di loro furono di "spionaggio" e "propaganda contro lo Stato".
L'Alto commissariato delle Nazioni Unite per i diritti umani ha condannato l'Iran per questo ingiusto arresto e per le modalità di detenzione.
Fariba Kamalabadi, Mahvash Sabet e Afif Naimi sono stati nuovamente arrestati nel 2022.

## I membri
- Mahvash Sabet: insegnante e preside, licenziata dall'incarico per essere una fedele Baha'i[9]
- Fariba Kamalabadi: psicologa dello sviluppo[9]
- Jamaloddin Khanjani: proprietario di una fabbrica espropriata dopo la rivoluzione islamica del 1979 a causa della sua fede religiosa[9]
- Afif Naeimi: industriale impossibilitato a diventare medico in quanto escluso dagli studi universitari per la sua religione[9]
- Saeid Rezaie: ingegnere agrario, ha pubblicato diversi libri[9]
- Behrouz Tavakkoli: assistente sociale licenziato dal governo nei primi anni '80 a causa della sua fede[9]
- Vahid Tizfahm: ottico e proprietario di un negozio di ottica a Tabriz, prima di trasferirsi a Teheran[9]